# 왕찬 (배드민턴 선수)
왕찬(2000년 9월 7일~)은 대한민국의 배드민턴 선수로, 김천시청 소속으로 활동하고 있다.